# Danh sách loài của phân thứ bộ Cá voi

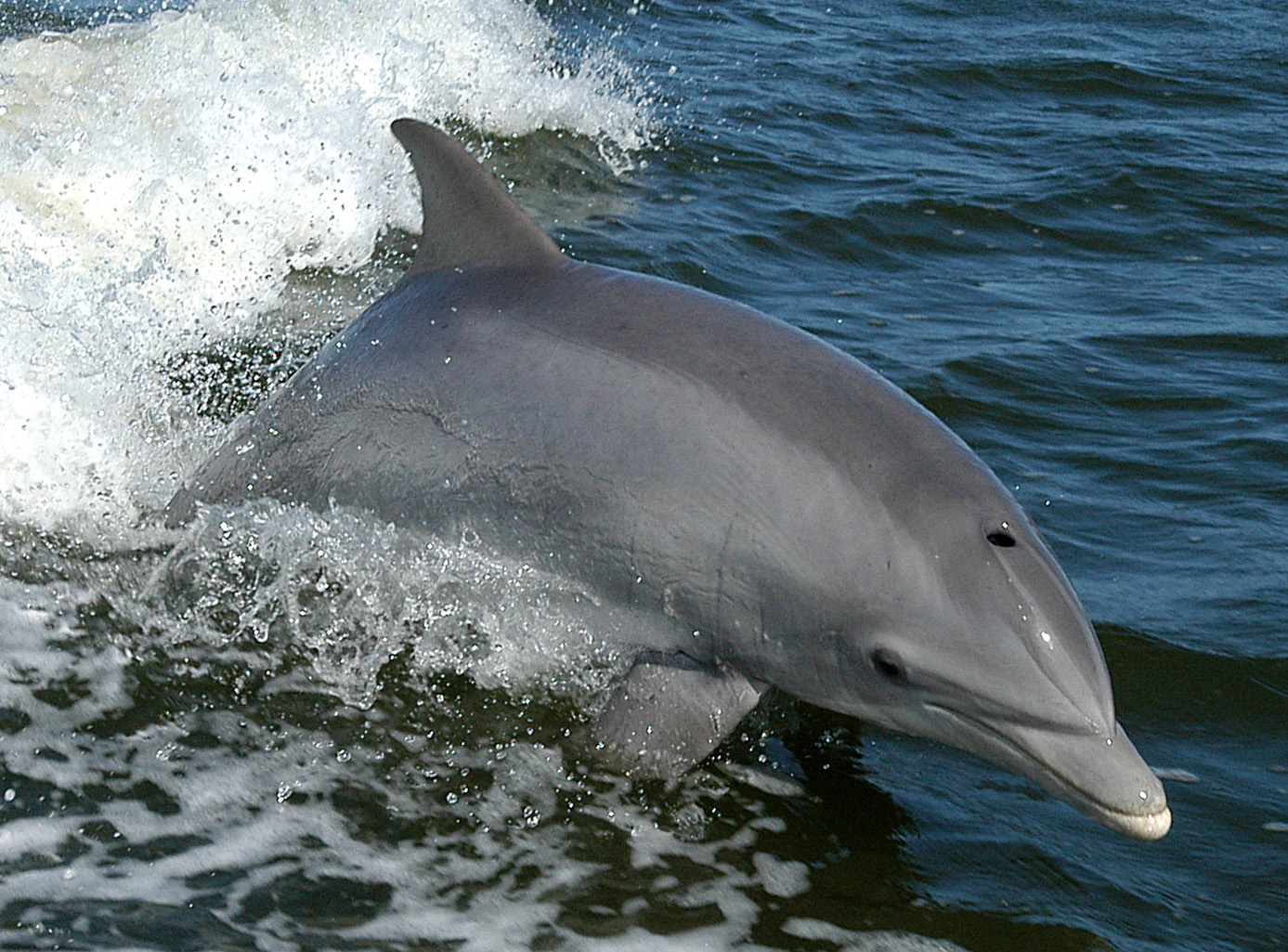
Một con cá heo mũi chai đang phóng lên khỏi mặt nước.

Đây là danh sách các loài trong phân thứ bộ Cá voi. Phân thứ bộ Cá voi bao gồm cá voi, cá heo, cá heo chuột với 88 loài còn sinh tồn, được chia thành các phân bộ gồm Odontoceti (Cá voi có răng, gồm cá heo và cá voi đầu dưa) và Mysticeti (cá voi tấm sừng hàm). Ngoài ra, bộ này cũng có một số loài tuyệt chủng nhưng không được liệt kê trong danh sách này.

## Tiểu bộ Cá voi tấm sừng hàm (Mysticeti)
Cá voi tấm sừng là một trong hai phân bộ của cá voi Cetacea. Cá voi tấm sừng được đặc trưng bởi có tấm sừng tấm lọc thức ăn từ nước, thay vì có răng. Điều này phân biệt chúng với phân bộ cá voi khác, cá voi có răng hoặc Odontoceti. Cá voi tấm sừng còn sống có răng chỉ trong quá giai đoạn phôi thai. Hóa thạch Mysticeti có răng trước khi tấm sừng tiến hóa. Phân bộ này có chứa 4 họ còn tồn tại và mười lăm loài.

### Họ Cá voi trơn (Balaenidae)
Họ Balaenidae có 2 chi còn sinh tồn bao gồm 4 loài. Tất cả các loài trong họ này có đặc điểm bụng và cằm nhẵn, không có rãnh bụng; Về lịch sử phân loại, nó từng được xem là chỉ chứa duy nhất 1 loài cá voi đầu bò. Trong suốt thế kỷ 20, điều này đã gây nhiều tranh cãi trong giới khoa học. Đặc điểm chính để nhận biết chúng là hàm trên có dạng vòm, hẹp. Hình dáng này cho phép hình thành các tấm hàm dài Loài này sử dụng tính năng này bằng cách nổi lên gần bề mặt nước, và thu thức ăn từ nước, sau đó dùng lưỡi để lấy thức ăn từ tấm sừng hàm - một cách lấy thức ăn ngược lại với cá voi xám và Balaenopteridae. Thức ăn của chúng là các loài giáp xác nhỏ, chủ yếu là copepod, mặc dù một số loài cũng ăn một lượng đáng kể krill.
| Chi Balaena Linnaeus, 1758 – 1 loài |                                      |                        |             |         |            |          |
| Tên thường gọi                      | Tên khoa học                         | Tình trạng bảo tồn     | Số cá thể   | Phân bố | Kích thước | Hình ảnh |
| Cá voi đầu cong                     | Balaena mysticetus Linnaeus, 1758    | Phụ thuộc bảo tồn (CD) | 8.000–9.200 |         | 60 tấn     |          |
| Chi Eubalaena Gray, 1864 – 3 loài   |                                      |                        |             |         |            |          |
| Tên thường gọi                      | Tên khoa học                         | Hiện trạng             | Số cá thể   | Phân bố | Kích thước | Hình ảnh |
| Cá voi trơn Bắc Đại Tây Dương       | Eubalaena glacialis Müller, 1776     | nguy cấp (EN)          | 300         |         | 40–80 tấn  |          |
| Cá voi trơn Bắc Thái Bình Dương     | Eubalaena japonica Lacépède, 1818    | EN                     | 200         |         | 60–80 tấn  |          |
| Cá voi trơn phương nam              | Eubalaena australis Desmoulins, 1822 | Ít quan tâm (LC)       | 7,000       |         | 40–80 tấn  |          |

### Họ Cá voi lưng gù (Balaenopteridae)
Balaenopteridae là một nhóm lớn gồm 9 loài cá voi được xếp vào 2 chi. Chúng gồm các loài thú biển lớn nhất còn sinh tồn như cá voi xanh, loài này có trong lượng có thể lên đến 150 tấn, hai loài khác hơn 50 tấn, và thậm chí loài nhỏ nhất trong nhóm là Cá voi Minke phương bắc cũng đạt đến 9 tấn. Chúng được đặt tên theo tiếng Na Uy có nghĩa là "furrow whale": tất cả các loài trong họ này có một loạt các nếp gấp trên da chạy dọc cơ thể từ bên dưới miệng đến rốn (trừ loài Cá voi Sei, nó có các rãnh nhỏ hơn).
| Phân họ Balaenopterinae – 1 chi, 8 loài |                                           |                     |                |         |             |          |
| Chi Balaenoptera – 8 loài               |                                           |                     |                |         |             |          |
| Tên thường gọi                          | Tên khoa học                              | Hiện trạng          | Số cá thể      | Phân bố | Kích thước  | Hình ảnh |
| Cá voi xanh                             | Balaenoptera musculus Linnaeus, 1758      | EN                  | 10.000–25.000  |         | 100–120 tấn |          |
| Cá voi Bryde                            | Balaenoptera brydei Olsen, 1913           | Data deficient (DD) | 90.000–100.000 |         | 14–30 tấn   |          |
| Cá voi Minke                            | Balaenoptera acutorostrata Lacépède, 1804 | Ít quan tâm (LC)    | Không rõ       |         | 6-11 tấn    |          |
| Cá voi vây                              | Balaenoptera physalus Linnaeus, 1758      | EN                  | 100.000        |         | 45–75 tấn   |          |
| Cá voi Omura                            | Balaenoptera omurai Wada et al., 2003     | Không rõ            | Không rõ       |         | [cần hình]  |          |
| Cá voi Eden                             | Balaenoptera edeni Anderson, 1879         | Không rõ            | Không rõ       |         | [cần hình]  |          |
| Cá voi Sei                              | Balaenoptera borealis Lesson, 1828        | EN                  | 57.000         |         | 20–25 tấn   |          |
| Cá voi Minke Nam Cực                    | Balaenoptera bonaerensis Burmeister, 1867 | CD                  | Không rõ       |         | 6-10 tấn    |          |
| Phân họ Megapterinae – 1 chi, 1 loài    |                                           |                     |                |         |             |          |
| Chi Megaptera Gray, 1846 – 1 loài       |                                           |                     |                |         |             |          |
| Tên thường gọi                          | Tên khoa học                              | Hiện trạng          | Số cá thể      | Phân bố | Kích thước  | Hình ảnh |
| Cá voi lưng gù                          | Megaptera novaeangliae Borowski, 1781     | LC                  | 80.000         |         | 25–30 tấn   |          |

### Họ Cá voi xám (Eschrichtiidae)
Cá voi xám được xếp vào trong chính họ của nó do nó có đủ sự khác biệt với right whales và cá voi rorqual. Cá voi xám là loài cá voi tấm sừng hàm duy nhất kiếm thức ăn ở đáy, chúng lọc các sinh vật nhỏ từ bùn đáy biển. Chúng cũng mang thai hơn 1 năm, đây là điều không bình thường của cá voi tấm sừng hàm.
| Chi Eschrichtius – 1 loài |                                        |            |           |         |            |          |
| Tên thường gọi            | Tên khoa học                           | Hiện trạng | Số cá thể | Phân bố | Kích thước | Hình ảnh |
| Cá voi xám                | Eschrichtius robustus Lilljeborg, 1861 | CD         | 26.000    |         | 15–40 tấn  |          |

### Họ Cá voi đầu bò lùn (Neobalaenidae)
Cá voi đầu bò lùn là một loài cá voi tấm sừng hàm, thành viên duy nhất của họ Neobalaenidae. Đầu tiên mô tả bởi John Edward Gray vào năm 1846, nó là loài nhỏ nhất của cá voi tấm sừng hàm, dài từ 6 m-6,5 m và nặng từ 3.000 và 3.500 kg. Mặc dù tên của nó, cá voi lùn phải có thể có nhiều điểm chung với các con cá voi xám và cá voi Balaenopteridae hơn so với những con cá voi đầu cong và cá voi Eubalaena.
| Chi Caperea Gray, 1864 – 1 loài |                              |            |           |         |            |          |
| Tên thường gọi                  | Tên khoa học                 | Hiện trạng | Số cá thể | Phân bố | Kích thước | Hình ảnh |
| Cá voi đầu bò lùn               | Caperea marginata Gray, 1846 | LC         | Không rõ  |         | 3-3.5 tấn  |          |

## Tiểu bộ Cá voi có răng (Odontoceti)
Cá voi có răng là một phân bộ thuộc Bộ Cá voi (Cetacea). Phân bộ này bao gồm các loài cá nhà táng, cá voi mỏ, các loài cá heo, cá hổ kình v.v. Đặc điểm những loài thuộc phân bộ này có là có răng, khác với tấm sừng của phân bộ Cá voi tấm sừng (Mysticeti). Theo các nghiên cứu hóa thạch thì cá voi tấm sừng trước kia cũng có răng, sau này mới tiến hóa thành tấm sừng, vì vậy để phân loại 2 phân bộ này các nhà khoa học không thể chỉ dựa vào răng mà phải so sánh nhiều đặc điểm khác nữa.

### Họ Cá heo đại dương (Delphinidae)
Họ Cá heo đại dương là các loài động vật có vú thủy sinh có họ hàng với cá voi và các loài cá heo thuộc các họ khác. Các loài cá heo này chủ yếu sinh sống ngoài biển cả, không giống như các loài cá heo sông, mặc dù một số loài như cá nược sinh sống ven bờ và hay đi vào các cửa sông. Sáu loài lớn trong họ Delphinidae là hổ kình, cá voi hoa tiêu, cá voi đầu bướu, hổ kình Pygmy và hổ kình giả, nói chung được coi là cá voi chứ không phải là cá heo.
| Chi Cephalorhynchus Gray, 1846 – 4 loài |                                                      |                  |                   |         |                 |          |  |
| Tên thường gọi                          | Tên khoa học                                         | Hiện trạng       | Cá thể            | Phân bố | Kích thước      | Hình ảnh |  |
| Cá heo Commerson                        | Cephalorhynchus commersonii Lacépède, 1804           | DD               | 3,400             |         | 35–60 kilograms |          |  |
| Cá heo Chile                            | Cephalorhynchus eutropia Gray, 1846                  | DD               | Không rõ          |         | 60 kg           |          |  |
| Cá heo Heaviside                        | Cephalorhynchus heavisidii Gray, 1828                | DD               | Không rõ          |         | 40–75 kg        |          |  |
| Cá heo Hector                           | Cephalorhynchus hectori Van Beneden, 1881            | EN               | 2,000–2,500       |         | 35–60 kg        |          |  |
| Chi Steno – 1 loài                      |                                                      |                  |                   |         |                 |          |  |
| Tên thường gọi                          | Tên khoa học                                         | Hiện trạng       | Cá thể            | Phân bố | Kích cỡ         | Hình ảnh |  |
| Cá heo răng nhám                        | Steno bredanensis Lesson, 1828                       | DD               | 150,000           |         | 100–135 kg      |          |  |
| Chi Sousa – 3 loài                      |                                                      |                  |                   |         |                 |          |  |
| Tên thường gọi                          | Tên khoa học                                         | Hiện trạng       | Cá thể            | Phân bố | Kích cỡ         | Hình ảnh |  |
| Cá heo lưng bướu Đại Tây Dương          | Sousa teuszi Kükenthal, 1892                         | DD               | Không rõ          |         | 100–150 kg      |          |  |
| Cá heo lưng bướu Ấn Độ Dương            | Sousa plumbea Cuvier, 1829                           | DD               | Không rõ          |         | 150–200 kg      |          |  |
| Cá heo lưng bướu Thái Bình Dương        | Sousa chinensis Osbeck, 1765                         | DD               | Không rõ          |         | 250–280 kg      |          |  |
| Chi Sotalia – 1 loài                    |                                                      |                  |                   |         |                 |          |  |
| Tên thường gọi                          | Tên khoa học                                         | Hiện trạng       | Cá thể            | Phân bố | Kích cỡ         | Hình ảnh |  |
| Cá heo Tucuxi                           | Sotalia fluviatilis Gervais & Deville, 1853          | DD               | Không rõ          |         | 35–45 kg        |          |  |
| Chi Tursiops – 2 loài                   |                                                      |                  |                   |         |                 |          |  |
| Tên thường gọi                          | Tên khoa học                                         | Hiện trạng       | Cá thể            | Phân bố | Kích cỡ         | Hình ảnh |  |
| Cá heo mũi chai                         | Tursiops truncatus Montagu, 1821                     | DD               | Không rõ          |         | 150–650 kg      |          |  |
| Cá heo mũi chai Ấn Độ Dương             | Tursiops aduncus Ehrenberg, 1833                     | DD               | Không rõ          |         | 150–650 kg      |          |  |
| Cá heo Burruna                          | Tursiops australis                                   | DD               | Không rõ          |         | cần hình        |          |  |
| Chi Stenella Gray, 1866 – 5 loài        |                                                      |                  |                   |         |                 |          |  |
| Tên thường gọi                          | Tên khoa học                                         | Hiện trạng       | Cá thể            | Phân bố | Kích cỡ         | Hình ảnh |  |
| Cá heo đốm Đại Tây Dương                | Stenella frontalis Cuvier, 1829                      | DD               | 100,000           |         | 100 kg          |          |  |
| Cá heo Clymene                          | Stenella clymene Gray, 1846                          | DD               | Không rõ          |         | 75–80 kg        |          |  |
| Cá heo đốm nhiệt đới                    | Stenella attenuata Gray, 1846                        | CD               | 3,000,000         |         | 100 kg          |          |  |
| Cá heo Spinner                          | Stenella longirostris Gray, 1828                     | CD               | Không rõ          |         | 90 kg           |          |  |
| Cá heo sọc                              | Stenella coeruleoalba Meyen, 1833                    | CD               | 2,000,000         |         | 100 kg          |          |  |
| Chi Delphinus – 3 loài                  |                                                      |                  |                   |         |                 |          |  |
| Tên thường gọi                          | Tên khoa học                                         | Hiện trạng       | Cá thể            | Phân bố | Kích cỡ         | Hình ảnh |  |
| Cá heo mõm ngắn                         | Delphinus delphis Linnaeus, 1758                     | LC               |                   |         | 70–110 kg       |          |  |
| Cá heo Ả-Rập                            | Delphinus tropicalis van Bree, 1971                  | Không rõ         | Không rõ          |         | 65–105 kg       |          |  |
| Cá heo mõm dài                          | Delphinus capensis Gray, 1828                        | CD               | Không rõ          |         | 80–150 kg       |          |  |
| Chi Lagenodelphis – 1 loài              |                                                      |                  |                   |         |                 |          |  |
| Tên thường gọi                          | Tên khoa học                                         | Hiện trạng       | Cá thể            | Phân bố | Kích cỡ         | Hình ảnh |  |
| Cá heo Fraser                           | Lagenodelphis hosei Fraser, 1956                     | DD               | Không rõ          |         | 209 kg          |          |  |
| Chi Lagenorhynchus Gray, 1846 – 6 loài  |                                                      |                  |                   |         |                 |          |  |
| Tên thường gọi                          | Tên khoa học                                         | Hiện trạng       | Cá thể            | Phân bố | Kích cỡ         | Hình ảnh |  |
| Cá heo hông trắng Đại Tây Dương         | Lagenorhynchus acutus Gray, 1828                     | LC               | 200,000 – 300,000 |         | 235 kg          |          |  |
| Cá heo Dusky                            | Lagenorhynchus obscurus Gray, 1828                   | DD               | Unknown           |         | 100 kg          |          |  |
| Cá heo vằn chữ thập                     | Lagenorhynchus cruciger Quoy & Gaimard, 1824         | LC               | 140,000           |         | 90–120 kg       |          |  |
| Cá heo hông trắng Thái Bình Dương       | Lagenorhynchus obliquidens Gill, 1865                | LC               | 1,000,000         |         | 85–150 kg       |          |  |
| Cá heo Peale                            | Lagenorhynchus australis Peale, 1848                 | DD               | Không rõ          |         | 115 kg          |          |  |
| Cá heo mõm trắng                        | Lagenorhynchus albirostris Gray, 1846                | LC               | 100,000           |         | 180 kg          |          |  |
| Chi Lissodelphis – 2 loài               |                                                      |                  |                   |         |                 |          |  |
| Tên thường gọi                          | Tên khoa học                                         | Hiện trạng       | Cá thể            | Phân bố | Kích cỡ         | Hình ảnh |  |
| Cá heo đầu bò phương bắc                | Lissodelphis borealis Peale, 1848                    | LC               | 400,000           |         | 115 kg          |          |  |
| Cá heo đầu bò phương nam                | Lissodelphis peronii Lacépède, 1804                  | DD               | Không rõ          |         | 60–100 kg       |          |  |
| Chi Grampus – 1 loài                    |                                                      |                  |                   |         |                 |          |  |
| Tên thường gọi                          | Tên khoa học                                         | Hiện trạng       | Cá thể            | Phân bố | Kích cỡ         | Hình ảnh |  |
| Cá heo Risso                            | Grampus griseus G. Cuvier, 1812                      | DD               | Không rõ          |         | 300 kg          |          |  |
| Chi Peponocephala – 1 loài              |                                                      |                  |                   |         |                 |          |  |
| Tên thường gọi                          | Tên khoa học                                         | Hiện trạng       | Cá thể            | Phân bố | Kích cỡ         | Hình ảnh |  |
| Cá voi đầu dưa                          | Peponocephala electra Gray, 1846                     | LC               | Không rõ          |         | 225 kg          |          |  |
| Chi Feresa – 1 loài                     |                                                      |                  |                   |         |                 |          |  |
| Tên thường gọi                          | Tên khoa học                                         | Hiện trạng       | Cá thể            | Phân bố | Kích cỡ         | Hình ảnh |  |
| Cá hổ kình lùn                          | Feresa attenuata Gray, 1875                          | DD               | Không rõ          |         | 160–350 kg      |          |  |
| Chi Pseudorca – 1 loài                  |                                                      |                  |                   |         |                 |          |  |
| Tên thường gọi                          | Tên khoa học                                         | Hiện trạng       | Cá thể            | Phân bố | Kích cỡ         | Hình ảnh |  |
| Cá giả hổ kình                          | Pseudorca crassidens Owen, 1846                      | LC               | Không rõ          |         | 1.5-2 tấn       |          |  |
| Chi Orcinus – 1 loài                    |                                                      |                  |                   |         |                 |          |  |
| Tên thường gọi                          | Tên khoa học                                         | Hiện trạng       | Số cá thể         | Phân bố | Kích thước      | Hình ảnh |  |
| Cá voi sát thủ                          | Orcinus orca Linnaeus, 1758                          | CD               | 100,000           |         | 4.5 tấn         |          |  |
| Chi Globicephala – 2 loài               |                                                      |                  |                   |         |                 |          |  |
| Tên thường gọi                          | Tên khoa học                                         | Hiện trạng       | Số cá thể         | Phân bố | Kích thước      | Hình ảnh |  |
| Cá voi đầu tròn vây dài                 | Globicephala melas Traill, 1809                      | LC               | Khôn rõ           |         | 3-3.5 tấn       |          |  |
| Cá voi đầu tròn vây ngắn                | Globicephala macrorhynchus Gray, 1846                | CD               | Không rõ          |         | 1–3 tấn         |          |  |
| Chi Orcaella Gray, 1866 – 2 loài        |                                                      |                  |                   |         |                 |          |  |
| Tên thường gọi                          | Tên khoa học                                         | Hiện trạng       | Số cá thể         | Phân bố | Kích thước      | Hình ảnh |  |
| Cá heo mũi hếch Australia               | Orcaella heinsohni Beasley, Robertson & Arnold, 2005 | Không có số liệu | Không rõ          |         | 130–145 kg      |          |  |
| Cá nược                                 | Orcaella brevirostris Gray, 1866                     | DD               | Không rõ          |         | 130 kg          |          |  |

### Họ Kỳ lân biển (Monodontidae)
Kỳ lân biển là loài bản địa của các vùng ven biển và vùng đóng băng quan Bắc Băng Dương, và kéo dài đến phía bắc của Đại Tây Dương và Thái Bình Dương. Cả hai loài đều có kích thước trung bình dài từ 3 đến 5 m, với trán tròn, và có mõm ngắn hoặc không có mõm. Chúng không có vây lưng thật sự, nhưng có một dãi hẹp chạy dọc trên lưng, nó thể hiện rõ hơn ở kỳ lân biển. Chúng là loài động vật có âm vực cao, giao tiếp với nhau trong một dãi âm rộng. Giống như những loài cá voi khác, chúng cũng sử dụng sóng âm để định hướng.
| Chi Monodon – 1 loài        |                                    |            |           |         |                     |          |
| Tên thường gọi              | Tên khoa học                       | Hiện trạng | Số cá thể | Phân bố | Kích thước          | Hình ảnh |
| Kỳ lân biển                 | Monodon monoceros Linnaeus, 1758   | DD         | 25,000    |         | 900-1,500 kilograms |          |
| Chi Delphinapterus – 1 loài |                                    |            |           |         |                     |          |
| Tên thường gọi              | Tên khoa học                       | Hiện trạng | Số cá thể | Phân bố | Kích thước          | Hình ảnh |
| Cá voi trắng                | Delphinapterus leucas Pallas, 1776 | VU         | 100,000   |         | 1.5 tấn             |          |

### Họ Cá heo chuột (Phocoenidae)
Cá heo chuột là một loài cetaceans nhỏ trong họ Phocoenidae. Chúng khác biệt so với cá heo. Sự khác biệt có thể nhìn thấy rõ ràng nhất giữa hai nhóm là cá heo chuột có mỏ ngắn hơn và dẹt, răng hình thuổng khác biệt với các răng hình nón của cá heo. 
Chúng sinh sống ở đại dương, và gần như sống gần bờ. Cũng có quần thể sinh sống ở nước ngọt như cá heo không vây.
| Chi Neophocaena – 1 loài  |                                         |            |           |         |            |          |
| Tên thường gọi            | Tên khoa học                            | Hiện trạng | Số cá thể | Phân bố | Kích thước | Hình ảnh |
| Cá heo không vây          | Neophocaena phocaenoides Cuvier, 1829   | DD         | Không rõ  |         | 30–45 kg   |          |
| Chi Phocoena – 4 loài     |                                         |            |           |         |            |          |
| Tên thường gọi            | Tên khoa học                            | Hiện trạng | Số cá thể | Phân bố | Kích thước | Hình ảnh |
| Cá heo cảng               | Phocoena phocoena Linnaeus, 1758        | VU         | Không rõ  |         | 75 kg      |          |
| Cá heo California         | Phocoena sinus Norris & McFarland, 1958 | CE         | 500       |         | 50 kg      |          |
| Cá heo bốn mắt            | Phocoena dioptrica Lahille, 1912        | DD         | Không rõ  |         | 60–84 kg   |          |
| Cá heo Burmeister         | Phocoena spinipinnis Burmeister, 1865   | DD         | Không rõ  |         | 50–75 kg   |          |
| Chi Phocoenoides – 1 loài |                                         |            |           |         |            |          |
| Tên thường gọi            | Tên khoa học                            | Hiện trạng | Số cá thể | Phân bố | Kích thước | Hình ảnh |
| Cá heo Dall               | Phocoenoides dalli True, 1885           | CD         | 1,100,000 |         | 130–200 kg |          |

### Họ Cá nhà táng (Physeteridae)
Cá nhà táng là một loài động vật có vú sống trong môi trường nước ở biển, thuộc bộ Cá voi, phân bộ Cá voi có răng và là thành viên duy nhất của chi cùng tên. Cá nhà táng từng có tên khoa học là Physeter catodon nhưng nay tên đó đã thuộc dạng cỗ lỗ sĩ. Nó là một trong ba loài còn tồn tại của siêu họ Cá nhà táng cùng với cá nhà táng nhỏ (Kogia breviceps) và cá nhà táng lùn.
| Chi Physeter – 1 loài |                                       |            |                   |         |            |          |
| Tên thường gọi        | Tên khoa học                          | Hiện trạng | Số cá thể         | Phân bố | Kích thước | Hình ảnh |
| Cá nhà táng           | Physeter macrocephalus Linnaeus, 1758 | VU         | 200,000–2,000,000 |         | 25–50 tấn  |          |

### Họ Cá nhà táng nhỏ (Kogiidae)
The dwarf and pygmy sperm whales resemble sperm whales, but are far smaller. They are dark grey, dorsally, while ventrally they are lighter. They have blunt, squarish heads with narrow, underslung jaws; the flippers are set far forward, close to the head and their dorsal fins are set far back down the body.
| Chi Kogia – 2 loài |                                  |            |           |         |            |          |
| Tên thường gọi     | Tên khoa học                     | Hiện trạng | Số cá thể | Phân bố | Kích thước | Hình ảnh |
| Cá nhà táng lùn    | Kogia sima Owen, 1866            | LC         | Không rõ  |         | 250 kg     |          |
| Cá nhà táng nhỏ    | Kogia breviceps Blainville, 1838 | LC         | Không rõ  |         | 400 kg     |          |

### Họ Cá voi mõm khoằm (Ziphiidae)
A beaked whale is any of at least 21 species of small whale trong family Ziphiidae. They are one of the least-known families of large mammals: several species have only been described trong last two decades, and it is entirely possible that more remain as yet undiscovered. Six genera have been identified.
They possess a unique feeding mechanism known as suction feeding. Instead of catching their prey with teeth, it is sucked into their oral cavity. Their tongue can move very freely, and when suddenly retracted at the same time as the gular floor is distended, the pressure immediately drops withtrongir mouth and the prey is sucked in with the water. The family members are characterized by having a lower jaw that extends at least to the tip of the upper jaw, a shallow or non-existent notch between the tail flukes, a dorsal fin set well back on the body, three of four fused cervical vertebrae, extensive skull asymmetry and two conspicuous throat grooves forming a 'V' pattern.
| Chi Ziphius – 1 loài                     |                                                                      |            |           |         |             |          |  |
| Tên thường gọi                           | Tên khoa học                                                         | Hiện trạng | Số cá thể | Phân bố | Kích thước  | Hình ảnh |  |
| Cá voi mõm khoằm Cuvier                  | Ziphius cavirostris G. Cuvier, 1823                                  | DD         | Không rõ  |         | 2–3 tấn     |          |  |
| Chi Berardius – 2 loài                   |                                                                      |            |           |         |             |          |  |
| Tên thường gọi                           | Tên khoa học                                                         | Hiện trạng | Số cá thể | Phân bố | Kích thước  | Hình ảnh |  |
| Cá voi mõm khoằm Arnoux                  | Berardius arnuxii Duvernoy, 1851                                     | CD         | Không rõ  |         | 8 tấn       |          |  |
| Cá voi mõm khoằm Baird                   | Berardius bairdii Stejneger, 1883                                    | CD         | Không rõ  |         | 12 tấn      |          |  |
| Chi Tasmacetus – 1 loài                  |                                                                      |            |           |         |             |          |  |
| Tên thường gọi                           | Tên khoa học                                                         | Hiện trạng | Số cá thể | Phân bố | Kích thước  | Hình ảnh |  |
| Cá voi mõm khoằm Shepherd                | Tasmacetus shepherdi Oliver, 1937                                    | DD         | Không rõ  |         | 2-2.5 tấn   |          |  |
| Phân họ Hyperoodontidae – 3 chi, 17 loài |                                                                      |            |           |         |             |          |  |
| Chi Indopacetus – 1 loài                 |                                                                      |            |           |         |             |          |  |
| Tên thường gọi                           | Tên khoa học                                                         | Hiện trạng | Số cá thể | Phân bố | Kích thước  | Hình ảnh |  |
| Cá voi mũi chai nhiệt đới                | Indopacetus pacificus Longman, 1926                                  | DD         | Không rõ  |         | 3,5-4 tấn   |          |  |
| Chi Hyperoodon – 2 loài                  |                                                                      |            |           |         |             |          |  |
| Tên thường gọi                           | Tên khoa học                                                         | Hiện trạng | Số cá thể | Phân bố | Kích thước  | Hình ảnh |  |
| Cá voi mũi chai phương bắc               | Hyperoodon ampullatus Forster, 1770                                  | CD         | 10,000    |         | 7 tấn       |          |  |
| Cá voi mũi chai phương nam               | Hyperoodon planifrons Flower, 1882                                   | CD         | 500,000   |         | 6 tấn       |          |  |
| Chi Mesoplodon Gervais, 1850 – 14 loài   |                                                                      |            |           |         |             |          |  |
| Tên thường gọi                           | Tên khoa học                                                         | Hiện trạng | Số cá thể | Phân bố | Kích thước  | Hình ảnh |  |
| Cá voi mõm khoằm Andrews                 | Mesoplodon bowdoini Andrews, 1908                                    | DD         | Không rõ  |         | 1 tấn       |          |  |
| Cá voi răng thuổng                       | Mesoplodon traversii, syn. Mesoplodon bahamondi Gray, 1874           | DD         | Không rõ  |         | 1.2 tấn     |          |  |
| Cá voi mõm khoằm Blainville              | Mesoplodon densirostris Blainville, 1817                             | DD         | Không rõ  |         |             |          |  |
| Cá voi mõm khoằm Gervais                 | Mesoplodon europaeus Gervais, 1855                                   | DD         | Không rõ  |         | 1.2 tấn     |          |  |
| Cá voi mõm khoằm răng bạch quả           | Mesoplodon ginkgodens Nishiwaki & Kamiya, 1958                       | DD         | Không rõ  |         | 1.5 tấn     |          |  |
| Cá voi mõm khoằm Gray                    | Mesoplodon grayi von Haast, 1876                                     | DD         | Không rõ  |         | 1.5 tấn     |          |  |
| Cá voi mõm khoằm Hector                  | Mesoplodon hectori Gray, 1871                                        | DD         | Không rõ  |         | 1 tấn       |          |  |
| Cá voi mõm khoằm Hubbs                   | Mesoplodon carlhubbsi Moore, 1963                                    | DD         | Không rõ  |         | 1.4 tấn     |          |  |
| Cá voi mõm khoằm Perrin                  | Mesoplodon perrini Dalebout, Mead, Baker, Baker, & van Helding, 2002 | DD         | Không rõ  |         | 1.3–1.5 tấn |          |  |
| Cá voi mõm khoằm nhỏ                     | Mesoplodon peruvianus Reyes, Mead, and Van Waerebeek, 1991           | DD         | Không rõ  |         | 800 kg      |          |  |
| Cá voi mõm khoằm Sowerby                 | Mesoplodon bidens Sowerby, 1804                                      | DD         | Không rõ  |         | 1-1.3 tấn   |          |  |
| Cá voi mõm khoằm Stejneger               | Mesoplodon stejnegeri True, 1885                                     | DD         | Không rõ  |         | 1.5 tấn     |          |  |
| Cá voi mõm khoằm Layard                  | Mesoplodon layardii Gray, 1865                                       | DD         | Không rõ  |         | 2 tấn       |          |  |
| Cá voi mõm khoằm True                    | Mesoplodon mirus True, 1913                                          | DD         | Không rõ  |         | 1.4 tấn     |          |  |

### Liên họ Platanistoidea: Cá heo sông
River dolphins are five species of dolphins which reside in freshwater rivers and estuaries. They are classed trong Platanistoidea superfamily of cetaceans. Four species live in fresh water rivers. The fifth species, the La Plata dolphin, lives in saltwater estuaries and the ocean. However, it is scientifically classed trong river dolphin family rather than the oceanic dolphin family. All species have adaptations to facilitate fish catching: a long, forceps-like beak with numerous small teeth in both jaws, broad flippers to allow tight turns, small eyes, and unfused neck vertebrae to allow the head to move in relation to the body.

#### Họ Iniidae: Cá heo sông
The Iniidae family of river dolphins contains only one genus and one species.
- Cá heo sông Amazon – I. geoffrensis
  - I. geoffrensis geoffrensis – Loài đặc hữu sông Amzon
  - I. geoffrensis humboldtiana – Loài đặc hữu Orinoco
  - Cá heo sông Bolivian – I. boliviensis – Những cá thể vốn có gốc gác từ lưu vực sông Amazon

#### Họ Lipotidae: Cá heo sông Dương Tử
Cá heo sông Dương Tử là một loài cá heo sông đặc hữu, được phân bố tại khu vực hạ lưu sông Dương Tử, Trung Quốc. Chúng di cư từ ngoài khơi Thái Bình Dương vào sông Trường Giang vào khoảng 25-20 triệu năm trước Trong một cuộc thám hiện điều tra về chúng, người ta đã phát hiện còn rất ít cá thể loài này còn sống.
| Chi Lipotes – 1 loài |                                 |            |           |         |            |          |
| Tên thường gọi       | Tên khoa học                    | Hiện trạng | Số cá thể | Phân bố | Kích thước | Hình ảnh |
| Cá heo sông Dương Tử | Lipotes vexillifer Miller, 1918 | CE         | 13        |         | 130 kg     |          |

#### Họ Platanistidae: Cá heo sông Nam Á
The Platanistidae were originally thought to hold only one species (the South Asian river dolphin), but based on differences in skull structure, vertebrae and lipid composition, scientists declared the two populations as separate species trong early 1970s. In 1998, the results of these studies were questioned and the classification reverted to the pre-1970 consensus. Thus, at present, two subspecies are recognized trong genus Platanista, P. gangetica minor (the Indus dolphin) and P. g. gangetica (the Ganges river dolphin).
| Chi Platanista – một loài |                                     |            |           |         |            |          |
| Tên thường gọi            | Tên khoa học                        | Hiện trạng | Số cá thể | Phân bố | Kích thước | Hình ảnh |
| Cá heo sông Nam Á         | Platanista gangetica Roxburgh, 1801 | EN         | 1,100     |         | 200 kg     |          |

#### Họ Pontoporiidae: Cá heo sông La Plata
Cá heo sông La Plata là một loài duy nhất thuộc họ Pontoporiidae và trong chi  Pontoporia.
| Genus Pontoporia – 1 loài |                                                  |            |             |         |            |          |
| Tên thường gọi            | Tên khoa học                                     | Hiện trạng | Số cá thể   | Phân bố | Kích thước | Hình ảnh |
| Cá heo La Plata           | Pontoporia blainvillei Gervais & d'Orbigny, 1844 | DD         | 4,000–4,500 |         | 50 kg      |          |